# DragonFly BSD
DragonFly BSD是一套開放原始碼的類Unix作業系統，自FreeBSD 4.8分支而出。
由於FreeBSD开发组將於FreeBSD 4.11後不再推出新的4系列版本（僅做安全性更新），而新的FreeBSD 5系列初期又有效能及穩定性等等的質疑，因此Matt Dillon在2003年六月另外成立分支計劃，並於同年七月時於FreeBSD的郵件討論群組上公佈。
Dillon當時認為FreeBSD 5所使用的线程與对称多处理（SMP）架構將會使得系統難以維護，但不被FreeBSD的發展團隊接受，於是決定自行發展分支。即便如此，DragonFly BSD的發展團隊仍與FreeBSD密切合作，雙方仍然經常互相幫助對方修正bug，以及更新驅動程式。
虽然DragonFly BSD在逻辑上是FreeBSD 4.x系列的后继，但DragonFly BSD与FreeBSD已有显著的差异。例如DragonFly BSD包含了新的轻量级内核线程的实现、轻量级的ports/messaging系统和含有丰富功能的HAMMER文件系统。DragonFly计划采纳的方案中有许多来自AmigaOS操作系统。

## 設計理念
DragonFly BSD初期打算改寫FreeBSD 4中的幾個子系統，包括了缓存、I/O架構、消息传递（Messaging）、线程（Threading）、用户API及VFS架構。

## 發展及發行
DragonFly BSD自FreeBSD 4.8分支後引入了許多FreeBSD 4與5的新功能以及修正，像是FreeBSD 4所發展的ACPI及新的ATA驅動程式。由於初期DragonFly BSD的發展人數不多，而且大多都集中精力在基本架構的修改，所以週邊驅動程式大多都是從FreeBSD 5取得。
如同OpenBSD，DragonFly BSD的維護者將C語言程式碼中"K&R" 风格換成ANSI 风格。另外 DragonFly BSD 的 GCC（GNU Compiler Collection）也引入了OpenBSD所特有的「Stack-Smashing Protector」（之前被稱為「ProPolice」），提供對於缓冲区溢出攻擊額外的保護，並預設開啟使用。不過在2005年7月23日時，核心預設不使用此功能進行編譯。
如同其他大多數的BSD，DragonFly以BSD许可证授權方式釋出。

## 参见

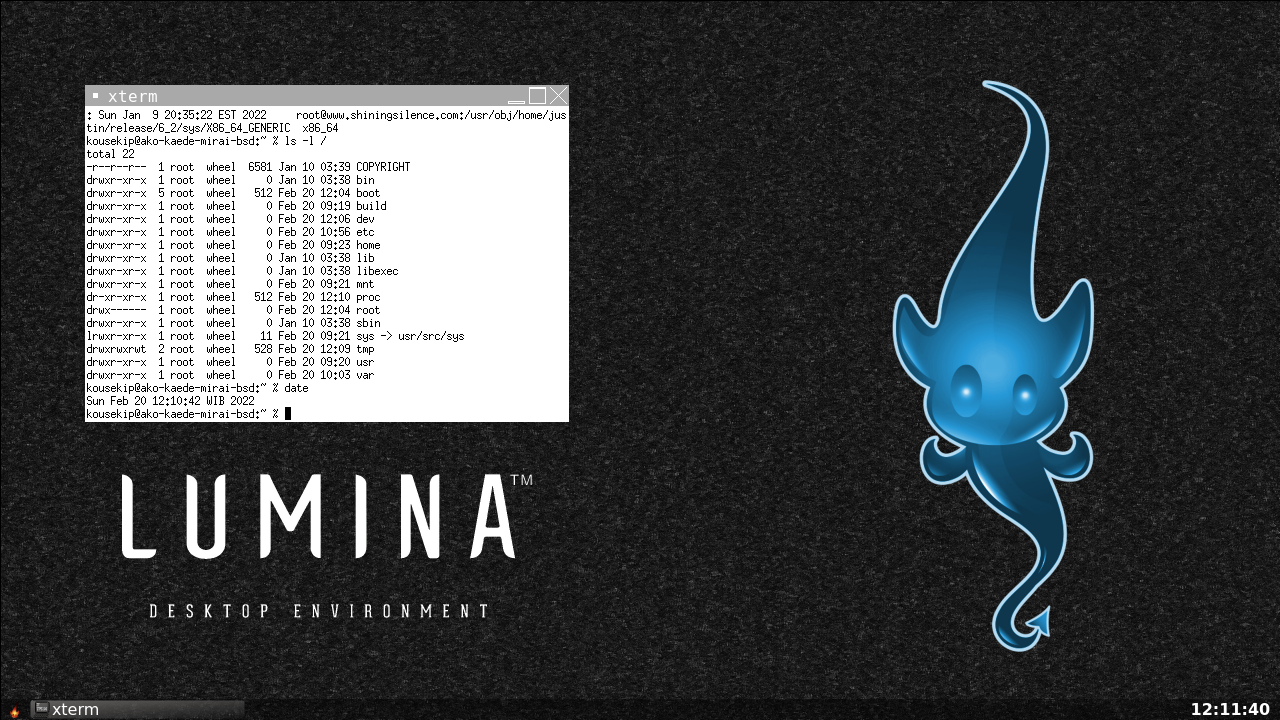
在DragonFly BSD 6.2.1上面運行的Lumina 1.6.2

## 版本歷史
| 版本 | 發佈日期       |
| ---- | -------------- |
| 1.0  | 2004年7月12日  |
| 1.2  | 2005年4月8日   |
| 1.4  | 2006年1月7日   |
| 1.6  | 2006年7月25日  |
| 1.8  | 2007年1月30日  |
| 1.10 | 2007年8月6日   |
| 1.12 | 2008年2月26日  |
| 2.0  | 2008年7月21日  |
| 2.2  | 2009年2月17日  |
| 2.4  | 2009年9月16日  |
| 2.6  | 2010年4月6日   |
| 2.8  | 2010年10月30日 |
| 2.10 | 2011年4月26日  |
| 3.0  | 2012年2月22日  |
| 3.2  | 2012年11月2日  |
| 3.4  | 2013年4月29日  |
| 3.6  | 2013年11月25日 |
| 3.8  | 2014年6月4日   |
| 4.0  | 2014年11月25日 |
| 4.2  | 2015年6月29日  |
| 4.4  | 2015年12月7日  |
| 4.6  | 2016年8月2日   |
| 4.8  | 2017年3月27日  |
| 5.0  | 2017年12月16日 |
| 5.2  | 2018年4月10日  |
| 5.4  | 2018年12月3日  |